# Agrilus arcuatus
Agrilus arcuatus är en skalbaggsart som först beskrevs av Thomas Say 1825.  Agrilus arcuatus ingår i släktet Agrilus och familjen praktbaggar. Inga underarter finns listade i Catalogue of Life.